# Грачёв, Михаил Александрович (биохимик)
Михаил Александрович Грачёв (1 апреля 1939, Москва — 17 февраля 2022, Иркутск) — российский учёный-биохимик, академик Российской академии наук с 2003 года, с 1987 года по 2015 год — директор Лимнологического института СО РАН. В последние годы жизни занимал должность главного научного сотрудника.
Автор работ по изучению активного центра ДНК-зависимой РНК-полимеразы — одного из главных ферментов транскрипции. Сфера научных интересов — молекулярная эволюция эндемичной флоры и фауны озера Байкал в контексте геологических событий.

## Биография
- 1961 год — окончил химический факультет МГУ по специальности «Химия, биоорганическая химия».
- 1961—1965 — старший лаборант Института химии природных соединений АН СССР.
- 1965—1984 — старший лаборант, младший, старший научный сотрудник Новосибирского института органической химии им Н. Н. Ворожцова СО РАН.
- 1973 год — защитил кандидатскую диссертацию.
- 1984 год — защитил докторскую диссертацию.
- 1984—1987 — заведующий лабораторией Новосибирского института биоорганической химии СО АН СССР.
- 1985 год — за создание метода микроколоночной жидкостной хроматографии, а также первого в мире микроколоночного жидкостного хроматографа и внедрение его в производство получил Государственную премию СССР (совместно с Г. И. Барамом).
- 1987 год — директор Лимнологического института СО АН СССР.
- 1987 год — избран членом-корреспондентом АН СССР.
- 1990—1999 год — директор Байкальского международного центра экологических исследований.
- 1988 год — член Президиума Восточно-Сибирского филиала АН СССР.
- 1992 год — член Президиума Иркутского научного центра СО РАН.
- 1998 год — лауреат Международной премии им. А. П. Карпинского.
- 1999 год — награждён орденом Дружбы[3].
- 2003 год — избран академиком РАН.
- 2003 год — лауреат премии губернатора Иркутской области.
- 2008 год — награждён орденом Почёта[4].
- 2012 год — награждён почётным знаком Юрия Ножикова «Признание».
- 2019 год — награждён орденом Александра Невского[5].

Автор и соавтор более 250 научных работ, в том числе пяти монографий, имеет три патента на изобретения. Под руководством академика Грачёва защищены 15 кандидатских и 4 докторские диссертации.
Скончался М. А. Грачёв 17 февраля 2022 года в Иркутске. Похоронен на Южном кладбище Новосибирска.

## Известные цитаты
- Байкал огромный. Даже если всех людей на Земле утопить в Байкале, его уровень повысится всего на три сантиметра.[8]

## Избранные работы
- О современном состоянии экологической системы озера Байкал (обзор литературы). — Новосибирск, 2002.
- X-производные нуклеозид-5-трифосфатов и нуклеозид S-тримета-фосфатов — новые реагенты для изучения активных центров ферментов и белковых факторов // Успехи химических наук. — 1986. — Т. 27.